# Світло (газета)
«Світло» — газета українських емігрантів в Аргентині, що відображає точку зору прорадянської орієнтованої частини української діаспори. Українські «прогресивні» товариства активно співпрацювали з білоруськими організаціями, крім того, в українських клубах було багато білорусів (як і українці були членами білоруських товариств).
Виходила у Буенос-Айресі у 1935-1943 і 1946-1949 роках; закритий аргентинською владою на заміну з 1949 року. виходив тижневик «Звання».